# Épreuve par équipes du combiné nordique aux Jeux olympiques de 2018
Pour des articles plus généraux, voir Combiné nordique aux Jeux olympiques de 2018 et Jeux olympiques d'hiver de 2018.
Navigation
Sotchi 2014 Pékin 2022
L'épreuve par équipes de combiné nordique aux Jeux olympiques de 2018 a lieu le 22 février 2018 à Pyeongchang. Il s'agit de la dernière épreuve de combiné nordique de ces Jeux olympiques.

## Organisation

### Sites

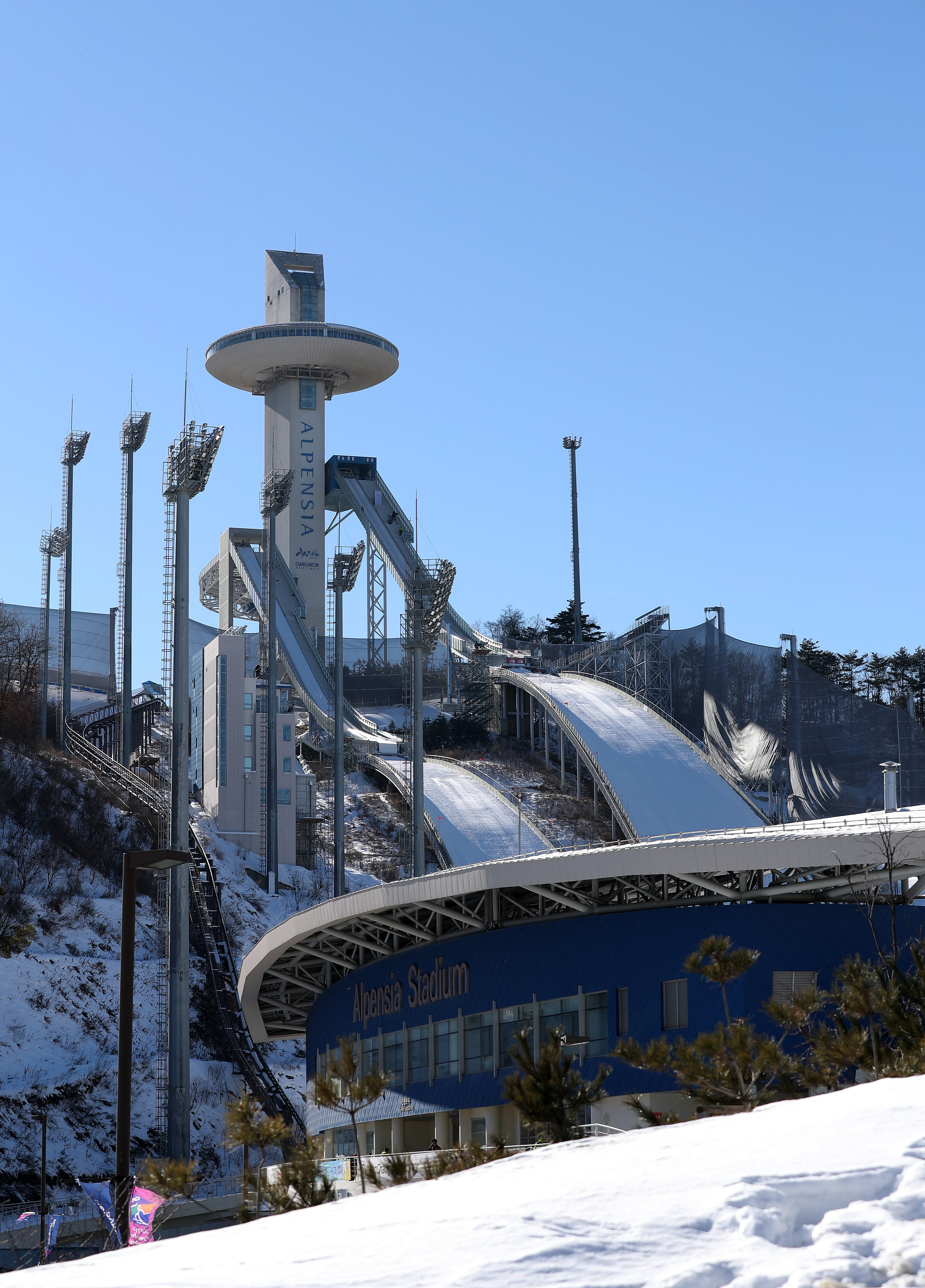
Le petit tremplin (K98) à gauche et le grand (K 125) à droite.

La construction du tremplin a débuté en 2008 et celui-ci a été inauguré en 2009,. Le complexe compte cinq tremplins : K125, K98, K60, K35 et K15. L'ensemble a coûté une cinquantaine de millions d'euros. À l'origine, la capacité était de 13 500 places (11 000 places assisses et 2 000 places debout). Cependant, en raison des faibles affluences lors de compétitions, la capacité du tremplin est réduite à 8 500 places (6 300 places assises et 2 200 places debout). Le tremplin est situé dans une zone très exposée au vent — un parc d'éoliennes est à proximité — et un filet de protection réduisant le vent a dû être installé. Le record du tremplin K 125 (HS 140) est de 143,5 mètres. Il est détenu par le Japonais Ryoyu Kobayashi le 16 février 2018 qui l'a réalisé lors des qualifications de l'épreuve de saut quelques jours plus tôt.
La course de ski de fond a lieu à proximité du tremplin au centre de biathlon et de ski de fond d'Alpensia. 
Le site a été construit en 1998. Des travaux de modernisation ont eu lieu en 2009 puis en 2016. Le site a accueilli les Jeux asiatiques d'hiver de 1999 puis les Jeux olympiques spéciaux 2013 (en). Le site compte deux pistes compte deux pistes : une « bleue » de 3,75 km pour le style libre et une « rouge » de la même distance pour le style classique. Le site a une capacité de 7 500 places (4 500 places assisses et 3 000 places debout).

### Calendrier
Le saut d'essai est programmé à 15h15 heure locale (UTC+9). Le concours de saut débute à 16h30 et la course de ski de fond commence à 19h20.
| Date            | Épreuve     | Horaire | Horaire |
| --------------- | ----------- | ------- | ------- |
| 20 février 2018 | Saut à ski  | 16:30   |         |
| 20 février 2018 | Ski de fond | 19:20   |         |

### Format de l'épreuve
Dans un premier temps, chaque athlète fait un saut sur le grand tremplin d'une taille de 140 mètres. Ensuite, les différences entre les sommes des points de chaque équipe sont converties en secondes selon le tableau de Gundersen, un point valant 1,33 seconde. Les nations partent selon le classement du saut dans la course de ski de fond, qui est un relais de 4 × 5 km, et l'arrivée de cette course détermine le classement final.

## Athlètes
Les pays comptant cinq athlètes ne peuvent en aligner que quatre. Par conséquent, ces pays doivent faire un choix. L'Autriche reconduit les quatre mêmes athlètes que sur le grand tremplin et par conséquent Franz-Josef Rehrl n'est pas aligné. La France, l'Allemagne et la Norvège sélectionne les quatre mêmes athlètes que lors des deux courses précédentes et Laurent Muhlethaler, Bjorn Kircheisen et Magnus Krog n'auront participé à aucune des trois courses.
L'Allemagne est favorite de la course. La Norvège, malgré des résultats mitigés dans les courses individuelles, est perçu comme l'outsider numéro 1,. Le Japon, l'Autriche, la Finlande et la France sont attendus dans la bataille pour la troisième place. Les athlètes français espèrent conquérir une médaille après deux quatrième place consécutive à Vancouver et à Sotchi.

## Réactions
Malgré la cinquième place, Jason Lamy-Chappuis ne considère pas cette course comme un échec. Il juge que l'équipe de France a été à son niveau mais qu'il aurait fallu faire de meilleurs sauts pour espérer mieux.

## Podium
| Épreuve                         | Or                                | Or            | Argent                         | Argent   | Bronze                       | Bronze        |
| ------------------------------- | --------------------------------- | ------------- | ------------------------------ | -------- | ---------------------------- | ------------- |
| Par équipes résultats détaillés | Allemagne (GER) - Johannes Rydzek | 46 min 09 s 8 | Norvège (NOR) - Jørgen Graabak | + 52 s 7 | Autriche (AUT) - Mario Seidl | + 1 min 7 s 8 |

## Résultats
| Rang                                | Pays                                                                      | Longueur (m)            | Points                        | Retard au départ | Temps                                                                 | Rang du ski de fond | Temps final   |
| ----------------------------------- | ------------------------------------------------------------------------- | ----------------------- | ----------------------------- | ---------------- | --------------------------------------------------------------------- | ------------------- | ------------- |
| Médaille d'or, Jeux olympiques      | Allemagne Vinzenz Geiger Fabian Rießle Eric Frenzel Johannes Rydzek       | 129,5 127,5 137,0 138,0 | 464,7 102,6 109,2 123,6 129,3 | 0 min 6 s        | 46 min 03 s 8 11 min 33 s 8 11 min 24 s 1 11 min 05 s 4 12 min 00 s 5 | 1                   | 46 min 9 s 8  |
| Médaille d'argent, Jeux olympiques  | Norvège Jan Schmid Espen Andersen Jarl Magnus Riiber Jørgen Graabak       | 132,0 128,5 133,5       | 449,2 111,9 105,0 117,9 114,4 | 0 min 27 s       | 46 min 35 s 5 11 min 24 s 9 11 min 55 s 5 11 min 28 s 2 11 min 46 s 9 | 2                   | +52 s 7       |
| Médaille de bronze, Jeux olympiques | Autriche Wilhelm Denifl Lukas Klapfer Bernhard Gruber Mario Seidl         | 138,5 131,0 136,0 131,0 | 469,5 124,4 114,6 117,9 112,6 | 0 min 0 s        | 47 min 17 s 6 11 min 52 s 2 11 min 53 s 8 11 min 23 s 6 12 min 08 s 0 | 5                   | +1 min 7 s 8  |
| 4                                   | Japon Yoshito Watabe Hideaki Nagai Go Yamamoto Akito Watabe               | 128,0 127,0 132,5 137,5 | 455,3 110,9 106,8 111,3 126,3 | 0 min 19 s       | 47 min 59 s 6 11 min 43 s 5 11 min 49 s 7 12 min 22 s 1 12 min 04 s 3 | 7                   | +2 min 8 s 8  |
| 5                                   | France Antoine Gérard François Braud Maxime Laheurte Jason Lamy-Chappuis  | 127,0 129,5 133,0 127,5 | 417,9 97,6 127,0 116,4 92,2   | 1 min 9 s        | 47 min 28 s 0 11 min 39 s 8 11 min 47 s 2 12 min 00 s 8 12 min 00 s 2 | 6                   | +2 min 27 s 2 |
| 6                                   | Finlande Leevi Mutru Ilkka Herola Eero Hirvonen Hannu Manninen            | 108,0 133,0 133,5 116,0 | 381,3 61,3 116,6 121,0 82,4   | 1 min 58 s       | 46 min 42 s 5 11 min 41 s 0 11 min 26 s 5 11 min 26 s 7 12 min 08 s 3 | 3                   | +2 min 30 s 7 |
| 7                                   | République tchèque Tomáš Portyk Ondřej Pažout Lukáš Daněk Miroslav Dvořák | 131,0 123,0 119,5 120,5 | 382,2 112,1 100,1 81,5 88,0   | 1 min 56 s       | 48 min 11 s 1 11 min 41 s 5 12 min 09 s 3 12 min 08 s 1 12 min 12 s 2 | 8                   | +3 min 57 s 3 |
| 8                                   | Italie Lukas Runggaldier Aaron Kostner Raffaele Buzzi Alessandro Pittin   | 105,5 106,5 123,0 112,5 | 291,8 56,9 69,4 88,5 77,0     | 3 min 57 s       | 47 min 17 s 1 11 min 45 s 2 12 min 06 s 3 11 min 37 s 5 11 min 48 s 1 | 4                   | +5 min 4 s 3  |
| 9                                   | Pologne Paweł Słowiok Wojciech Marusarz Szczepan Kupczak Adam Cieślar     | 107,0 114,0 130,0 121,5 | 337,2 67,9 72,8 110,9 85,6    | 2 min 56 s       | 48 min 28 s 8 11 min 44 s 3 12 min 20 s 8 12 min 22 s 9 12 min 00 s 8 | 10                  | +5 min 15 s 0 |
| 10                                  | États-Unis Taylor Fletcher Ben Berend Ben Loomis Bryan Fletcher           | 100,0 120,0 111,5 129,5 | 327,8 52,9 87,5 78,2 106,2    | 3 min 13 s       | 48 min 13 s 5 11 min 38 s 7 12 min 42 s 3 11 min 51 s 3 12 min 01 s 2 | 9                   | +5 min 16 s 7 |